# Robert Shearman
Robert Charles Shearman (ur. 10 lutego 1970 w Horsham) – angielski pisarz, dramaturg, scenarzysta radiowy i telewizyjny. Jest autorem m.in. opowiadań fantastycznych, słuchowisk dla BBC Radio 4 i Big Finish Productions oraz scenariuszy serialu Doktor Who (również związanych z serialem słuchowisk). Za zbiór opowiadań Tiny Deaths otrzymał w 2008 roku nagrodę World Fantasy, a za trzy kolejne zbiory – Love Songs for the Shy and Cynical, Everyone’s Just So Special oraz Remember Why You Fear Me otrzymał British Fantasy Award. Na podstawie jego opowiadania powstał film krótkometrażowy Static (2016).
W Polsce jego opowiadania były publikowane w antologii Kroki w nieznane 2012 oraz w miesięczniku „Nowa Fantastyka” i kwartalniku "OkoLica Strachu".

## Twórczość

### Zbiory opowiadań i powieści
- Tiny Deaths (2007)
- Love Songs for the Shy and Cynical (2009)
- Everyone’s Just So So Special (2011)
- Remember Why You Fear Me (2012)
- They Do the Same Things different There (2014)
- We All Hear Stories in the Dark (2020)
- Doctor Who: Dalek (2021)

### Sztuki teatralne
(częściowo zebrane w książce Caustic Comedies, 2010)
- Dented Crowns (1991)
- Couplings (1991)
- Easy Laughter (1992)
- Breaking Bread Together (1993)
- The Mayor of Casterbridge (adaptacja książki Thomasa Hardy’ego) (1993)
- The Magical Tales of the Brothers Grimm (1993)
- White Lies (1994)
- Great Expectations (adaptacja książki Charlesa Dickensa) (1994)
- Fool to Yourself (1995)
- Binary Dreamers (1996)
- Mercy Killings (1997)
- About Colin (1998)
- Desperate Remedies (adaptacja książki Thomasa Hardy’ego) (1998)
- Jekyll and Hyde (adaptacja książki Roberta Louisa Stevensona) (1998)
- Knights in Plastic Armour (1999)
- Inappropriate Behaviour (2000)
- Pride and Prejudice (adaptacja książki Jane Austen) (2000)
- Shaw Cornered (2001)

### Słuchowiska
- About Colin (2000)
- Doctor Who: The Holy Terror (2000)
- Doctor Who: The Chimes of Midnight (2002)
- Doctor Who: The Maltese Penguin (2002)
- Inappropriate Behaviour (2002)
- Doctor Who: Jubilee (2003)
- Afternoons with Roger (2003)
- Doctor Who Unbound: Deadline (2003)
- Doctor Who: Scherzo (2003)
- Forever Mine (2004)
- Teacher’s Pet (2005)
- Towards the End of the Morning (2005)
- Odd (2006)
- Doctor Who: My Own Private Wolfgang (2007)

### Film i telewizja
- Born and Bred (odcinek His Brother's Keeper, 2003)
- Doctor Who (odcinek Dalek, 2005)
- Static (film krótkometrażowy, 2016)
- Nowa konstelacja (2024)

### Wydania polskie
Opowiadania:
- Wrzawa śmiertelnych (Mortal Coil) w antologii Kroki w nieznane 2012, tłum. Anna Klimasara
- Jason Zerrillo to straszny kutas (Jason Zerrillo Is an Annoying Prick), „Nowa Fantastyka” 8/2015, tłum. Paweł Dembowski
- Problematyka bezskutecznej fotoskopii kotów (The Ineffectual Photoscopy of Cats), „Nowa Fantastyka” 8/2016, tłum. Paweł Dembowski
- Do diabła z tym wszystkim (Damned If You Don't), „OkoLica Strachu” 4/2016, tłum. Paweł Dembowski
- Rozczarowujące opowiadanie (The Disappointing Story in the Book), „Nowa Fantastyka” 11/2017, tłum. Paweł Dembowski